# 烏山川

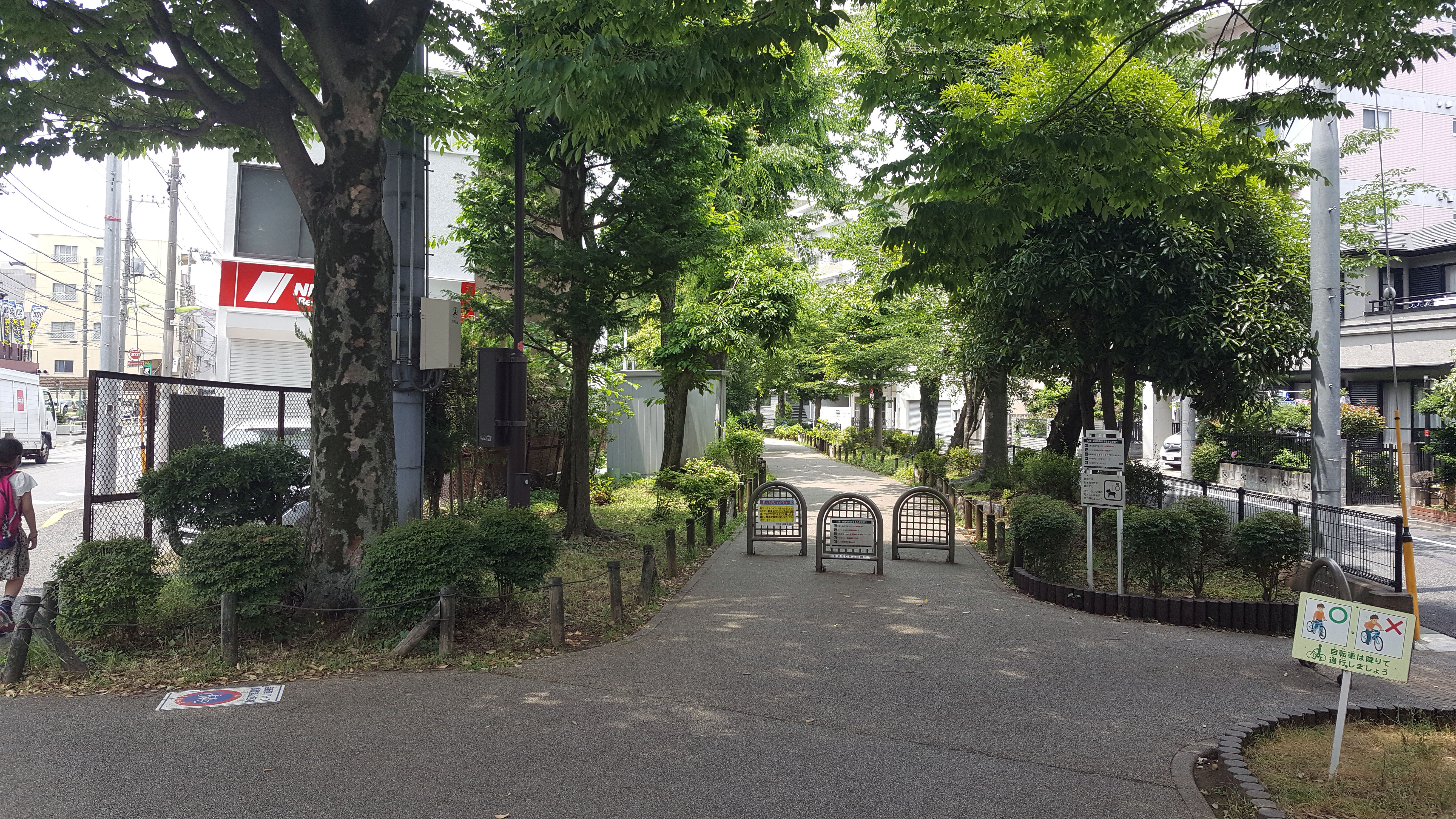
烏山川緑道（2020年、経堂・農大通り付近）

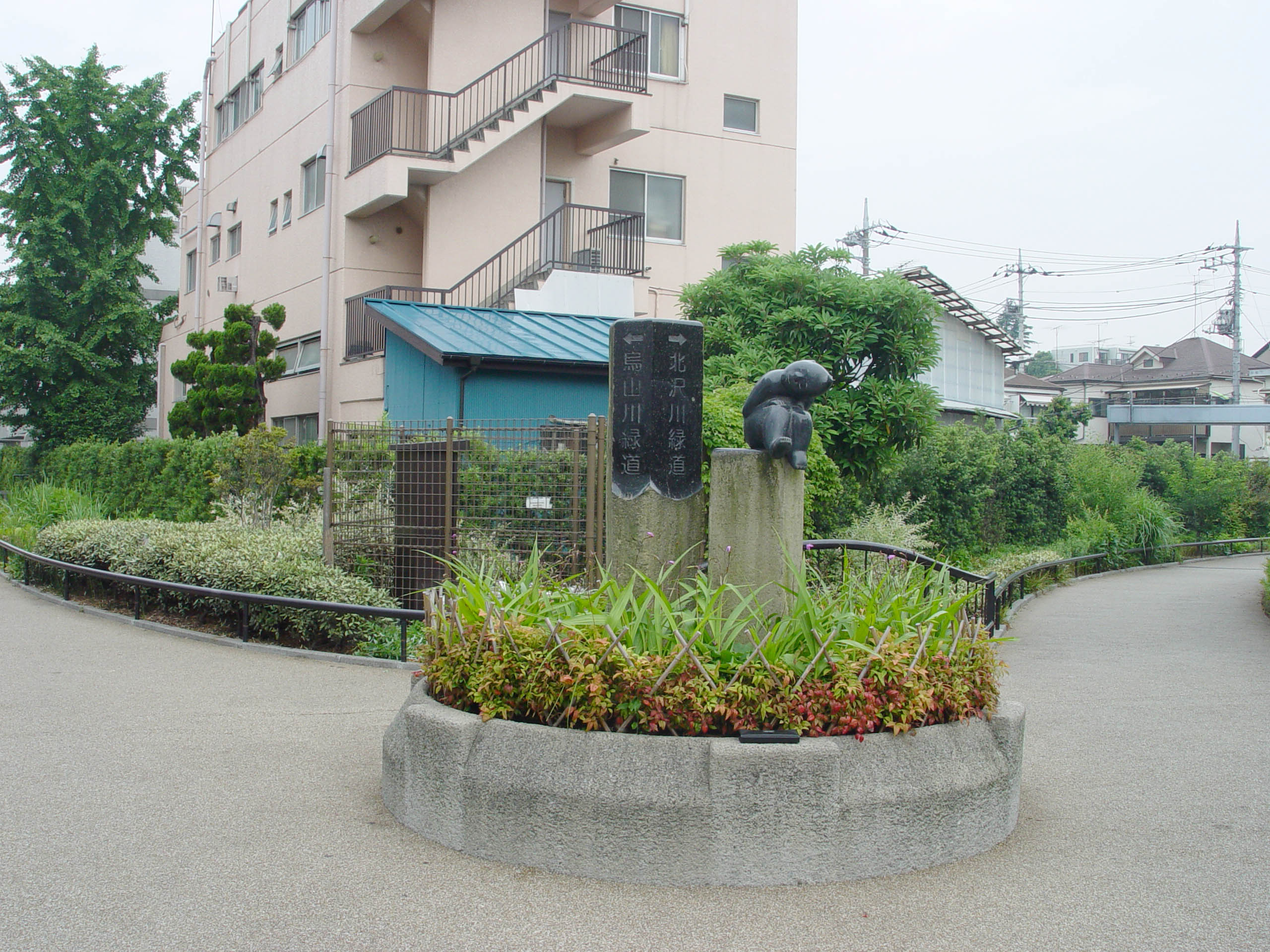
目黒川起点。右から北沢川が、左から烏山川が合流する。

烏山川（からすやまがわ）は、東京都世田谷区内をかつて流れていた二級河川で、目黒川を形成する支流のひとつ。
1970年代以降、ほぼ全面的に暗渠化され、ほとんどが下水道（烏山幹線）へ転用された。近年は暗渠部の緑道化が進められ、「烏山川緑道」と呼ばれている。

## 地理
烏山川も北沢川も、奥の源流は玉川上水に近く、かつては複数の場所で玉川上水からの通水が存在していた。
世田谷区北烏山にある高源院の弁財天堂の池が、現在は烏山川本流の源流とされている。北烏山4丁目32番地の中央と南二つの流れが東に向かい、松葉通りで合流。玄照寺の北と都営烏山アパートの中を通った後、玉川上水からの流れを合わせて南に曲がる。木の公園の東で再度東西二又に分かれ、それぞれ烏山松葉通住宅の中と東端、そして芦花公園駅の西端踏切と駅の下をくぐって、芦花公園団地と烏山南住宅の間で一度接続したあと、また南北に分かれて東に進み、世田谷区立芦花小学校・中学校の北西で合流する。ここまでの二又区間の一方が人工用水か、どちらも天然河川かは不明。
環八通りを渡り、八幡山駅南西からの流れ（環八通りに沿って、都営八幡山アパート付近には2010年頃まで水のない開渠が唯一残っていた）を合わせて南に向かうが、この付近は途中区間が離れている北沢川（烏山川のほうが惰行が多い）の源流である将軍池から800mほどと近く、かつては両河川の水量を調節する用水が掘られていた。明治大学八幡山グラウンド西付近から長らく南東に進み、希望ヶ丘団地で西北西から流れてきた水無川（芦花公園西交差点近くから上流側は緑道が現れ、千歳烏山駅をくぐって、三鷹市内では中川または仲川と名を変え、牟礼2丁目交差点近くまで緑道が辿れる。目黒川を形成する天然河川ではもっとも奥からの源流で、1964年の河川法改正までは水無川・中川が目黒川・烏山川の本流だった）と合流する。
経堂駅南から東に向きを変え、鴎友学園の北や宮の坂駅の南をやや惰行しつつ進み、上町駅の北で桜2丁目と桜3丁目（やはり目黒川系の支流である蛇崩川の源流に大変近い）からの支流が合流、世田谷城址公園の南から国士館大学世田谷キャンパス内をS字カーブで通過、若林駅から東急世田谷線の北をほぼ並行しつつ、西太子堂駅付近から北東に向きを変える。三宿2丁目・池尻3丁目・池尻4丁目において、西から流れてきた烏山川と北から流れてきた北沢川が合流して、東に向かう目黒川に名前を変える。流路延長は11.70km。